# Dilatometro

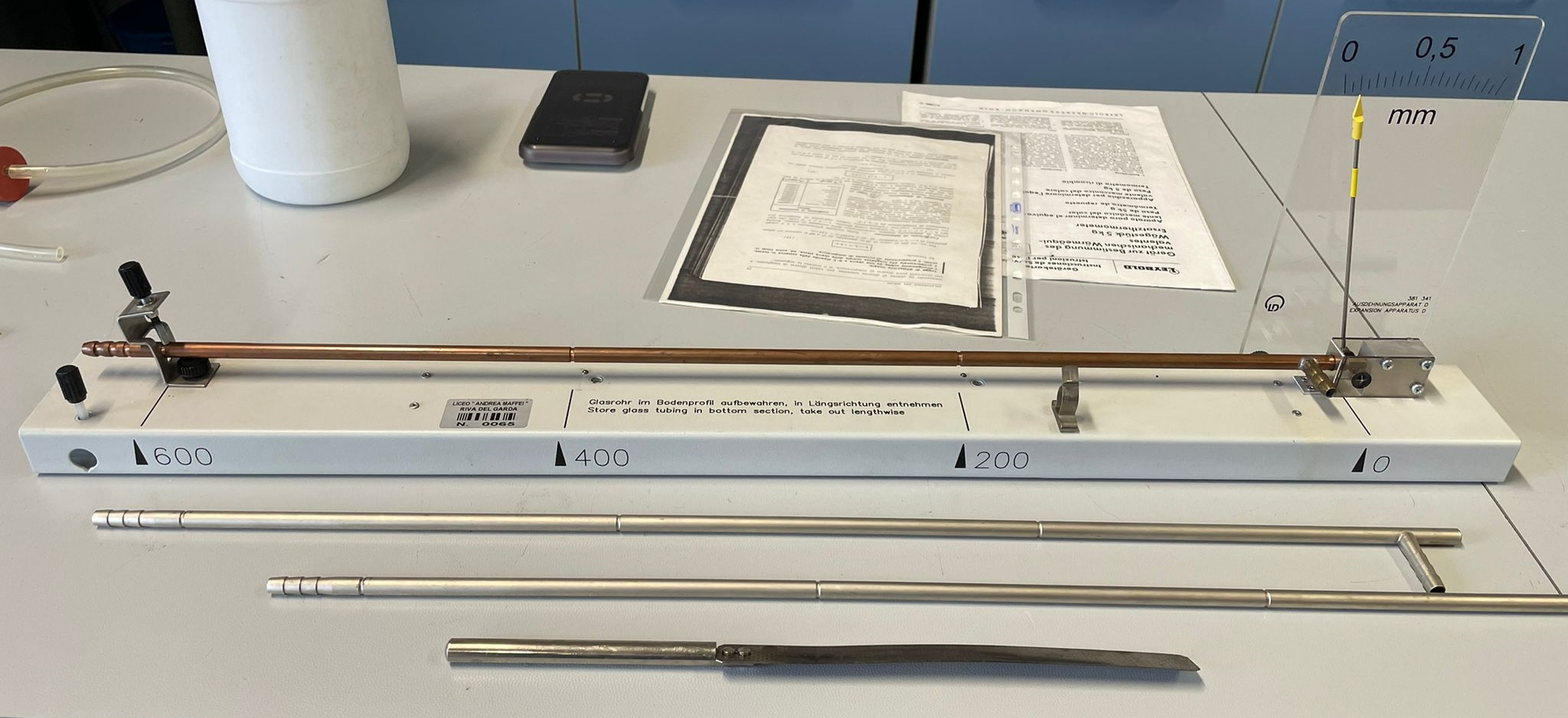
Dilatometro lineare

Il dilatometro, o dilatometro lineare, è uno strumento che consente di verificare l'aumento di lunghezza di una barra di qualsiasi materiale. Questo strumento è provvisto di aghi che indica il progressivo aumento di lunghezza della barra.
In linea schematica è costituito da: una barretta metallica, fissata a un estremo da un morsetto; un tubo in cui scorre il vapore caldo che riscalda la barretta sovrapposta. Quest'ultima dilatandosi in seguito all'aumento della temperatura, spinge una lancetta lungo un'ampia scala graduata verticalmente.
 
Opportunamente graduato lo strumento è in grado di misurare gli allungamenti delle barrette di metalli diversi, permettendo quindi di calcolare la dilatazione lineare dei solidi e di conseguenza, tramite apposite formule, il loro coefficiente di dilatazione termica lineare.

## Applicazioni
Le applicazioni di questi strumenti scientifici coprono varie tipologie di materiali: leghe metalliche, ceramica, composti refrattari sinterizzati, vetro, polimeri, materiali compositi.
 
Nel caso della ceramica o dei refrattari può misurare anche la temperatura di sinterizzazione rilevando l'andamento delle variazioni dimensionali.
Anche il tradizionale termometro clinico a mercurio utilizzato comunemente anche in ambito casalingo per misurare la temperatura corporea, è basato sul principio di funzionamento del dilatometro.